# Florø
Florø is een stad in de provincie Vestland van Noorwegen. Het is de meest westelijk gelegen stad in Noorwegen.

## Ligging
Florø bevindt zich tussen Bergen en Ålesund en ligt op het eiland Brandøy tussen de Norddals- en Solheimfjord. De stad was oorspronkelijk een eigen gemeente maar werd in 1964 onderdeel van de gemeente Flora en is sinds 2020 onderdeel van de gemeente Kinn.

## Economie

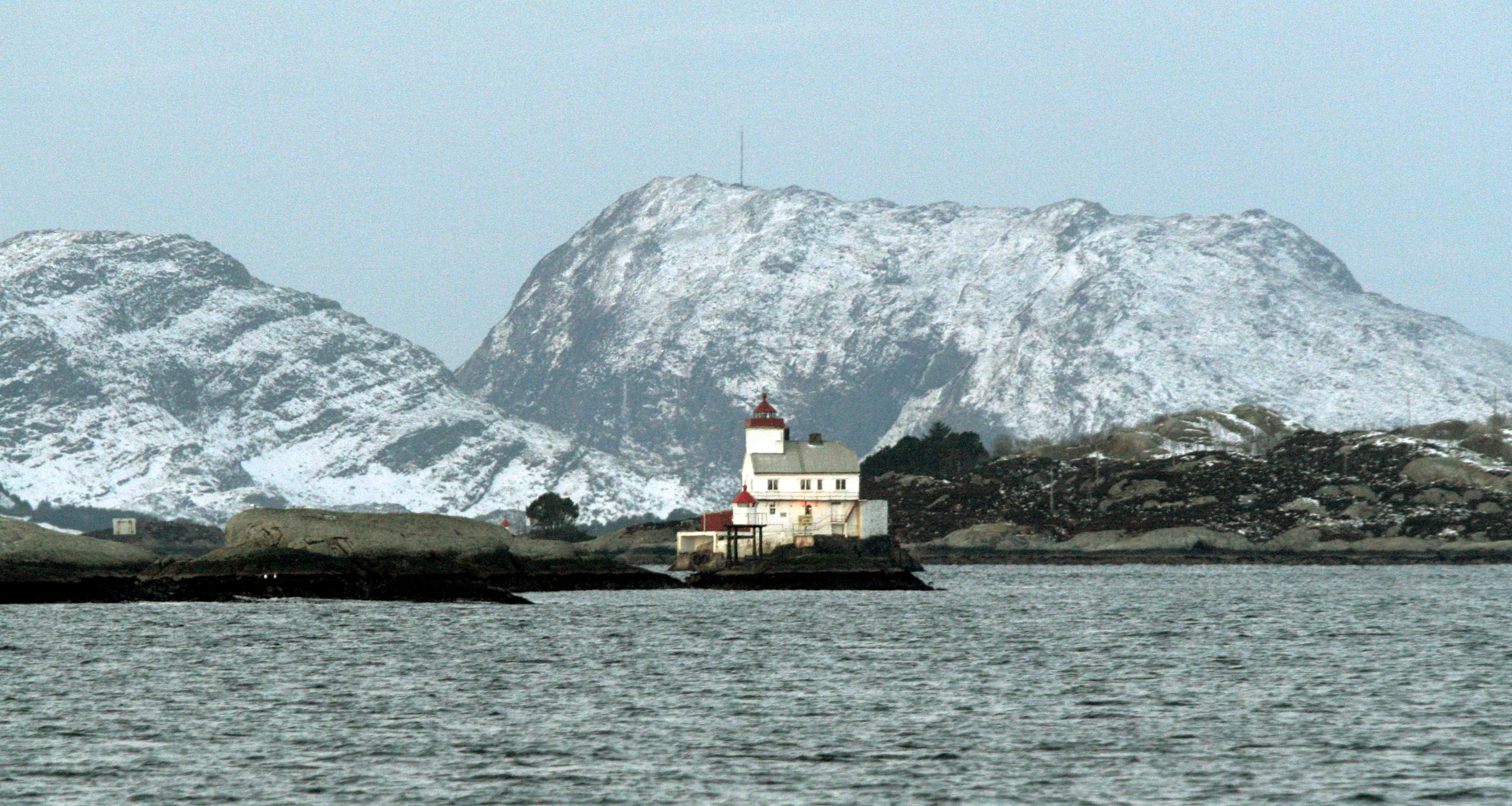
De vuurtoren van Stabben

Zoals zovele steden langs de Noorse kust heeft de stad haar ontstaan te danken aan de haring die in 1860, toen Florø gesticht werd, overvloedig aanwezig was. De haring is ook opgenomen in het wapen van de stad. Het Storting was de mening toegedaan dat er nood was aan een handelscentrum gelegen tussen Bergen en Ålesund. De plaats werd gekozen omwille van haar goede havenuitrusting. Tevens was er voldoende vers water en land beschikbaar. Er was felle tegenstand vanwege de handelaars uit Bergen die hun eigen handelsactiviteiten bedreigd zagen waardoor ze vreesden hun economisch overwicht te verliezen. Traditioneel hadden ze immers steeds de vishandel in het westen van het land beheerst.
De haringvisvangst heeft veel hoogtes en laagtes gekend wat aanleiding heeft gegeven tot het aantrekken van alternatieve industrieën. In 1949 opende Ole Aaserud een klein mechanisch bedrijf dat door de jaren heen uitgroeide tot een scheepswerf. Vele vissersboten werden er de eerste twintig jaar gebouwd. Later werden ook grotere olietankers gebouwd, dit in samenwerking met zijn werf in Førde. In 1985 ging de werf echter failliet. Verschillende nieuwe eigenaars doken op maar uiteindelijk was het Aker Yards die de werf in 2006 kocht.
Vele grote operatoren in de zalmkweek hebben zich hier in de omgeving gevestigd wat aanleiding gaf tot de bouw van heel wat grote verwerkende bedrijven in de jaren 1980. Op Svanøy is een opzoekingscentrum voor het kweken van zalm gevestigd. De haven van Florø beschikt over de grootste capaciteit voor opslag van vriescontainers.
Flora is de bevoorradingsbasis van Statfjord, het grootste olieveld in de Noordzee.
De vuurtoren van Stabben wijst de schepen de weg naar de haven. Het is een beschermd monument dat in de jaren na 1867 werd gebouwd. De laatste vuurtorenwachter verliet Stabben in 1975.

## Cultuur
Het Kustmuseum bevat een verzameling boten (onder meer MS Atløy en Galeasen Svanhild) en voorwerpen van de kustbeschaving. 's Zomers worden er kunsttentoonstellingen georganiseerd.
Op het eiland Kinn organiseert de stad jaarlijks de 'Kinnaspelet', een historisch spel. De Ierse koningsdochter Sunniva liet zich met twee schepen op de Golfstroom uit Ierland wegdrijven om aan haar heidense vrijer te ontsnappen. Zij landde op Selva maar het andere schip bereikte Kinn. Deze gegevens vormen de achtergrond van het Kinnaspel. De romantische stenen kerk uit de 12e eeuw vormt het decor. Ze zou gebouwd zijn door koning Øystein (1088-1123) in romaans stijl. Dit gebeurde in twee fases: eerst het 7,2 × 7,65 m grote koor en daarna de eigenlijke kerk (10 × 17,7 m). De kerk heeft een altaar uit zeepsteen met een marmeren plaat uit de 12e eeuw en een retabel uit 1641. De houten bewerkte kansel zou uit de jaren 1250 dateren en is een van de meest waardevolle voorbeelden van de Noorse middeleeuwse kunst.

## Verkeer
Er zijn snelle veerverbindingen met Bergen, Sogndal en Måløy. De veren verzekeren ook de verbindingen met de eilanden Fanøy, Kinn en Svanøy, die eveneens tot de gemeente Kinn behoren.
Florø is een aanleghaven van de Hurtigruten-veer die dagelijks Bergen met Kirkenes verbindt. Vanaf het vliegveld van de stad onderhoudt Danish Air Transport dagelijkse vliegverbindingen met Oslo en Bergen. Het is ook mogelijk met de bus van Oslo via Sogndal en Førde naar Florø te reizen.
De stad heeft verder een vliegveld: luchthaven Florø.